# Thierry Huillet
Thierry Huillet (sinh ngày 21 tháng 7 năm 1965) là một nhạc trưởng, nghệ sĩ dương cầm người Pháp và là nhà soạn nhạc cổ điển đương đại và cổ điển.

## Nghệ sĩ Piano
Sinh ra ở Toulouse, Huillet đã giành giải nhất cuộc thi dương cầm tại Nhạc viện Paris, nơi ông là học trò của Pierre Sancan và Germaine Mounier.
Năm 1987, Huillet giành giải nhất tại Cuộc thi Piano Quốc tế Cleveland. Ông cũng là người đoạt giải cuộc thi Piano quốc tế Ferruccio Busoni (Bolzano, Ý, 1986, 1994) và cuộc thi âm nhạc quốc tế của Nhật Bản (Tokyo, 1989). Ông đã được mời đến biểu diễn ở nhiều hội trường lớn và những dàn nhạc hoà tấu thính phòng.
Là giáo viên của Nhạc viện Toulouse, ông thường xuyên được mời làm ban giám khảo trong các cuộc thi piano quốc tế lớn.
Ông cùng vợ là nghệ sĩ vĩ cầm và vĩ cầm trầm Clara Cernat thường là một cặp đôi trong biểu diễn và sáng tác.

## Nhà soạn nhạc
Huillet bắt đầu sáng tác nhạc rất muộn. Tuy nhiên, tác phẩm của ông rất trữ tình. Số lượng những tác phẩm đã lên tới hơn 100 bản nhạc, trong đó có các bản hòa tấu (cho vĩ cầm, vĩ cầm và viola, piano hoặc oboe), hay nhạc thính phòng bao gồm cả một buổi hòa nhạc cho piano và violin Le petit Prince. Ông cũng đã viết rất nhiều bản thảo âm nhạc.
Các tác phẩm của ông được tạo ra không chỉ bởi những nghệ sĩ vĩ đại mà còn bởi "bộ đôi Cernat-Huillet" hoặc "bộ ba Huillet", nơi cặp đôi này được tham gia cùng nghệ sĩ kèn clarinetist Gari Cayuelas-Krasznai.

## Album
- Georges Enesco's Sonatas for violin and piano, Ed. La Nuit Transfigurée
- Ernest Bloch's Works for violin and piano - Ed. La Nuit Transfigurée
- Joaquin Turina's Sanluqueña, works for violin and piano - Ed. La Nuit Transfigurée
- Aymé Kunc, édition du cinquantenaire - Ed. Suoni e colori
- Ernest Chausson (Concert, Poème...) with the Romanian Radio Chamber Orchestra, dir. Ludovic Bacs - Ed. CCTH - Radio Roumaine
- "Récital live" (Beethoven, Bloch, Brahms, Enesco, Fauré) - Ed. CCTH
- Thierry Huillet, Works for violin and piano & for piano alone Ed. La Nuit Transfigurée
- Sergei Rachmaninov's works for 2 pianos Thierry Huillet and Maurizio Baglini - Ed. La Nuit Transfigurée
- Poèmes lyriques & Musiques ingénues, works by Jean Clergue and Marcel Dardigna - Ed. La Nuit Transfigurée
- Maurice Ravel's chamber music, Thierry Huillet, Stéphane Tran Ngoc[5] and Xavier Gagnepain, Ed. REM
- Piano Romantique Thierry Huillet (Liszt, Granados, Guyard) - Ed. Apogée
- Les Révélations of the Société civile pour l'administration des droits des artistes et musiciens interprètes [fr] 1998 at the MIDEM of Cannes" (Enesco) - Ed. ADAMI
- "Anthem of Europe" Thierry Huillet - Council of Europe publisher– Waterpipe Records
- Rêveur, tzigane et diabolique (Saint-Saëns, Ravel, Liszt, Huillet, Porumbescu, Sarasate) - Ed. Mezzanotte